# Station Rogierstraat
Station Rogierstraat (Frans: Gare de la rue Rogier) is een voormalige spoorweghalte langs spoorlijn 161 (Brussel - Namen) in de Brusselse gemeente Schaarbeek (België). 
De halte heeft nog geen 20 jaar bestaan en werd in 1884 gesloten.